# 里亚舒-弗留
里亚舒-弗留（葡萄牙語：Riacho Frio）是巴西皮奥伊州的一个市镇。总面积2221.95平方公里，总人口4799人，人口密度2.2人/平方公里。